# Denis Bodart
Denis Bodart (* 30. November 1962 in Namur) ist ein belgischer Comiczeichner, der vor allem durch seine Arbeit an Green Manor bekannt wurde.

## Leben
Er studierte am Institut Saint-Luc in Brüssel und begann eine kurze Karriere als Lehrer, wandte sich dann aber den Comics zu und debütierte 1985 im Verlag Bédéscope nach einem Scenario von Alain Streng mit dem Comic Saint-Germaine des Morts. Drei Jahre später begann seine Zusammenarbeit mit Yann, mit dem er für die Magazine Circus und L’Écho des savanes sowohl neue Serien kreierte (Les Affreux und Célestin Speculoos für Circus, Alben bei Glénat und Nicotine Gaudron für L’Écho..., Alben ab 1990 bei Albin Michel, auf Deutsch nur das erste von zwei Alben als Nelly Nikotin in der Reihe U-Comix präsentiert: als Band 69 im Alpha-Comic Verlag) als auch eine neue Episode von Chaminou (ursprünglich von Raymond Macherot geschaffen, Album bei Marsu Productions) realisierte.
Ab 1995 arbeitete Bodart für das belgische Traditions-Magazin Spirou. Zunächst mit unterschiedlichen Kurzgeschichten und One-Pagern. Daraus entstand 1998 auch die Serie Green Manor nach Texten von Fabien Vehlmann, die ursprünglich auch als einzelne Kurzgeschichte begann. Diese kam bei den Lesern von Spirou aber so gut an, dass eine Serie daraus wurde. Parallel zu seiner Arbeit für Spirou zeichnete Bodart Alben nach Scripten von Chris Lamquet und Froissart, mit denen er sich in verschiedenen Genres erprobte. 2005 beteiligte sich Bodart in dem Jubiläumsheft #3500 von Spirou, indem er die 2. Folge von Lecteurs de père en fils (Scenario von Salma) gestaltete, einer Serie von One-Pagern, in der die jeweiligen Leser-Generationen des seit 1938 erscheinenden Magazins dargestellt wurden.
Bodarts nervöser und dynamischer Strich erinnert an den späten André Franquin.

## Auszeichnungen
- Auf dem 11. Festival von Andenne am 4. und 5. September 2004, für das er auch das Plakat gestaltete, wurde Bodart mit dem Preis der Stadt Andenne für sein bisheriges Werk ausgezeichnet. Dieses Festival wurde von einer umfangreichen Ausstellung über Bodarts Œuvre begleitet.
- Der von Bodart illustrierte Band 24H sous Tension wurde 2005 auf dem Festival International de la Bande Dessinée d’Angoulême mit dem Prix de la communication prämiert.